# 真山知子
真山 知子（まやま ともこ、1941年1月22日 - ）は、日本の女優、キルト作家。
本名は蜷川 宏子。旧芸名は中条 宏美。キルト作家での活動では本名を用いている。身長162cm、体重52kg。
夫は演出家の蜷川幸雄。娘は写真家の蜷川実花。祖父は俳優の谷崎十郎。義姪は女優の蜷川有紀・蜷川みほ。

## 来歴・人物
東京都渋谷区出身。東京家政大学附属女子高等学校卒業。1959年に東映ニューフェイスに合格。同期には千葉真一・亀石征一郎・太地喜和子・茅島成美・新井茂子・都築克子らがいる。2年後、東映を退社して1962年に劇団青俳に入る。1965年、蜷川幸雄と結婚。1968年には夫とともに劇団現代人劇場を結成する。清水邦夫の演劇『戯曲』や、妖艶な悪女で映画・テレビドラマに出演した。
1978年に育児のため休業。1984年から本格的にパッチワークを始め、現在は芸能活動は休止しパッチワーク作家として活動している。
2016年に夫・蜷川幸雄の死去に伴い、蜷川幸雄の作品記録の承継、著作権、肖像権及び商標権を管理する「株式会社ニナガワカンパニー」を設立、代表を務めている。

## エピソード
- 東映に所属した当初は東映東京撮影所に配属されていたが、撮影中に脚に火傷を負い、和服なら脚を隠せるため東映京都へと移った[1]。
- 『がんばれ!!ロボコン』への出演は当時『ロボコン』のファンであった娘の実花の要望によるもので、出演が実現し撮影所にも見学に行った際には実花から尊敬されたという[1]。

## 出演

### 映画
- みんなわが子（1963年、全国農村映画協会）
- なつかしい風来坊（1966年、松竹）
- 忍びの卍（1968年、東映）
- 金瓶梅（1968年、松竹）
- 賞金稼ぎ（1969年、東映）
- 五人の賞金稼ぎ（1969年、東映）
- 極道釜ヶ崎に帰る（1970年、東映）
- 女賭博師壷くらべ（1970年、大映）
- でんきくらげ（1970年、大映）
- おさな妻（1970年、大映）
- カポネの舎弟 やまと魂（1971年、東映）
- 夜の診察室（1971年、大映）
- ポルノの帝王（1971年、東映）
- 狼やくざ 殺しは俺がやる（1972年、東映） - 佐竹冴子
- 子連れ狼 子を貸し腕貸しつかまつる（1972年、勝プロ / 東宝）
- 夜のならず者（1972年、東映）
- 桜の代紋（1973年、勝プロ / 東宝）
- 女囚さそり けもの部屋（1973年、東映）
- 安藤組外伝 人斬り舎弟（1974年、東映）
- 怪猫トルコ風呂（1975年、東映）
- 祭りの準備（1975年、綜映社 / 映画同人社 / ATG）
- 任侠外伝 玄海灘（1976年、唐プロ / ATG）
- おしゃれ大作戦（1976年、東宝）
- あしたの火花（1977年、共同映画）
- おんな6丁目 蜜の味（1982年、東映）

### テレビドラマ
- がしんたれ（1963年、CX）
- 特命諜報207（1964年、NET）
- われ泣きぬれて（1964年 - 1965年、THK）
- 柔道水滸伝（1965年、CX）
- ザ・ガードマン（TBS / 大映テレビ室）
  - 第24話「ガードマン空へ」（1965年）
  - 第25話「続ガードマン空へ」（1965年）
  - 第40話「結婚と微笑」（1966年）
  - 第81話「殺意の影」（1966年）
  - 第126話「女の戦争」（1967年）
  - 第272話「宝石泥棒の連続殺人」（1970年）
  - 第294話「ハレンチ奥さんの完全犯罪」（1970年）
  - 第320話「ボウリング場殺人事件」（1971年）
- 悪魔くん 第18話「怪奇雪女」（1967年、NET） - 観測所員
- ローンウルフ 一匹狼 第18話「殺しの依頼人」（1968年、NTV）
- キイハンター（TBS / 東映）
  - 第17話「まだ殺しは終らない」（1968年）
  - 第61話「荒野の殺人事件」（1969年）
  - 第114話「乾杯! 殺人スコッチ」（1970年）
  - 第148話「射て！情無用ギャングの勲章」（1971年）
  - 第155話「殺しの標的は鏡の中の俺」（1971年）
- 風 第29話「若き祈り」（1968年、TBS）
- 戦え! マイティジャック 第25・26話「希望の空へ飛んで行け! （前・後編）」（1968年、CX / 円谷プロ） - タワラジ・カン（Q日本支部ボス）
- 銭形平次 (CX)
  - 第102話「御前様は誰か」（1968年）
  - 第146話「顔のない兄貴」（1969年）
- 37階の男 第13話「キッスと手錠」（1968年、NTV）
- 三匹の侍 第6シリーズ 第15話「吹き溜り」（1969年、CX） - 小柳由紀
- ブラックチェンバー 第6話「昼下がりの狙撃」（1969年、CX）
- 東京バイパス指令 第49話「死刑台は硫酸槽だ!」（1969年、NTV）
- 鬼平犯科帳 第1シリーズ（NET / 東宝）
  - 第7話「暗剣白梅香」（1969年） - おえん
- 青春太閤記 いまにみておれ!（1970年、NTV） - しのぶ
- 怪奇十三夜 第4話「妖怪血染めの櫛」（1971年、NTV）- 袖
- 笹沢佐保 峠シリーズ 第4話「鬼首峠に捨てた鈴」（1972年、フジテレビ / C.A.L） - お品
- 荒野の素浪人 第19話「陰謀 地獄川の大喧嘩」（1972年、NET） - お初
- 大江戸捜査網 第98話「明日を懸けた賞金首」（1973年、12ch）
- アイフル大作戦 第11話「電話で死体が転がりこんできた」（1973年、TBS）
- 荒野の用心棒 第2話「魔の国境いに砂塵が舞って…」（1973年、NET） - 奈津
- サスペンスシリーズ 現代鬼婆考・殺愛（1973年、MBS / 東映） - 八坂花江
- 唖侍鬼一法眼 第7話「くちなしの別れ道」（1973年、NTV）
- 追跡 第9話「天使の仮面」（1973年、KTV）
- 赤ひげ 第49話「一年」（1973年、NHK）
- ダイヤモンド・アイ 第1話「わが名はダイヤモンド・アイ」 - 第13話「キングコブラの大決戦!」（1973年、NET） - 朱玉 / ケロキャット
- 伝七捕物帳（NTV） 
  - 第19話「情が結ぶ三味の糸」（1974年） - おえん
  - 第93話「とかく浮世は色と金」（1975年） - お銀
  - 第121話「男なさけに花が散る」（1976年） - お京
  - 第151話「売られた恩の落し穴」（1977年） - お駒
- 水滸伝 第24話「北京の麒麟児」（1974年、NTV）
- 狼・無頼控 第24話「奥医師（秘）物語」（1974年、MBS）
- 非情のライセンス 第1シリーズ 第47話「兇悪の顔」（1974年、NET） - 真由美
- 暗闇仕留人 第3話「売られて候」（1974年、ABC） - お島
- バーディー大作戦 第21話「刑事ボロンボ 花嫁交換殺人事件」（1974年、TBS） - 民子
- ふりむくな鶴吉 第8話「十手こぼれ萩」（1974年、NHK）
- 傷だらけの天使 第24話「渡辺綱に小指の思い出を」（1975年、NTV）
- 長崎犯科帳 第21話「辻斬り犯人を追え」（1975年、NTV） - お種
- 太陽にほえろ! 第154話「自首」（1975年、NTV） - 田川明子
- 遠山の金さん 第7話「その錠を破れ!」（1975年、NET） - お絹
- 夜明けの刑事 （TBS / 大映テレビ）
  - 第53話「星空に宝石が消えた!!」（1975年12月24日） - 岩田久子
  - 第79話「名犬ペンジー探偵物語」（1976年7月28日） - 原田ときえ
- 影同心II 第18話「身代りの報酬」（1976年、MBS） - おちか
- 大非常線 第8話「第三夫人の横顔」（1976年、NET）
- 子連れ狼 第3部 第9話「匹夫姦婦」（1976年、NTV） - 押坂千賀
- がんばれ!!ロボコン 第79話「バレリンリン!!星の王子と踊ろうよ」（1976年、NET） - 小杉恵子
- 白い秘密（1976年 - 1977年、TBS / 松竹） - 宗方民江
- Gメン'75（TBS）
  - 第95話「殺人完了電話」（1977年） - 島崎拓子
  - 第182話「赤ちゃん盗難事件」（1978年） - 浜口靖子
  - 第200話「大空港の幽霊」（1979年） - 朝比奈夫人
  - 第264話「悪魔の棲む家」（1980年） - 井沢清美（偽者）
  - Gメン'82 第16話「花嫁強盗団」（1983年） - 望月さわ
- 木曜ゴールデンドラマ（YTV）
  - 虹の果てには・仮説・三億円事件（1980年）
  - 非行主婦・アル中の女（1982年）
  - 娘よ!!（1985年）
- 秋なのにバラ色（1981年、MBS） - とめ子
- 黒い館の女（1982年、ANB）
- ザ・サスペンス（TBS）
  - 消えたスクールバス（1982年）
  - 山之内家の惨劇（1983年）
- 月曜ワイド劇場 わが子を誘拐した女（1982年、ANB）
- くれなゐ（1984年、MBS）
- 金曜女のドラマスペシャル（CX）
  - 都会に堕ちた女（1984年）
  - 松本清張の黒い画集・紐（1985年）
  - 霧の晴れた午後に死す（1987年）

### 吹き替え
- 殺人者はバッヂを着けていた（ロナ・マクレーン〈キム・ノヴァク〉）
- ピクニック（マッジ・オーウェンズ〈キム・ノヴァク〉）
- トロイのヘレン（ヘレン〈ロッサナ・ポデスタ〉）※NHK版
- 空から赤いバラ（ファゾム・ハーヴィル〈ラクエル・ウェルチ〉）
- 八点鐘が鳴るとき（シャルロット〈ナタリー・ドロン〉）※日本テレビ版
- 幽霊探偵ホップカーク（ジーン・ホップカーク〈アネット・アンドレ〉）
- 弁護士ジャッド「影の自白」（ルー・アン〈クエンティン・ディーン〉）
- ヒッピーの女（〈ジェラルディン・チャップリン〉）
- 警部マクロード
  - 牡牛座のいれずみ（ロレイン〈スーザン・ストラスバーグ〉）
  - 疾走！トラック大部隊（ポニー〈リー・テイラー・ヤング〉）

## 著書
- 『蜷川宏子のわが家のパッチワークキルト』 文化出版局、1999年5月。ISBN 978-4579107889
- 『ミセス蜷川のパッチワークに夢中!』 鎌倉書房、1993年3月。ISBN 978-4308005530